# Mercedes-Benz W114
Mercedes-Benz W114 (oraz bliźniaczy W115) w Niemczech zwany Strich-Acht, w Polsce przejściówka albo puchacz – samochód osobowy segmentu E, produkowany przez firmę Mercedes-Benz w latach 1967-1976. W 1973 roku przeprowadzono facelifting, nowa wersja otrzymała oznaczenie Serie 2. Pojazd występował jako: sedan (W114/W115), przedłużana limuzyna (V114/V115) oraz coupé (C114).

## Historia modelu
Wersje W114 były wyposażone w sześciocylindrowe silniki rzędowe, sprzedawano je pod nazwami "230", "250" i "280". W115 napędzany był natomiast przez cztero- lub pięciocylindrowe silniki rzędowe, sprzedawano go pod nazwami "200", "220", "230" i "240". Rodzina modeli Strich Achter zastąpiła modele Mercedes-Benz W111 na początku roku 1968, została natomiast zastąpiona przez model W123, wraz z końcem produkcji w 1976 roku.
Po raz pierwszy w samochodzie mercedesa zastosowano konsolę środkową.
Wyprodukowano 1 919 056 egzemplarzy W114/W115.
W114/W115 był pozycjonowany poniżej klasy S.

## Druga seria (1973–1976)
W 1973 roku samochód przeszedł facelifting. Została obniżona linia maski, obniżony i poszerzony grill, reflektory zostały umieszczone niżej, zlikwidowane zostały trójkątne szybki i oddzielający je słupek w drzwiach przednich (aby zapewnić lepszą widoczność), tylne światła otrzymały poziome żebrowanie (aby zmniejszyć brudzenie z drogi), wprowadzone zostały znacznie większe lusterka zewnętrzne oraz samochód został wyposażony w bezwładnościowe pasy bezpieczeństwa.

## Galeria

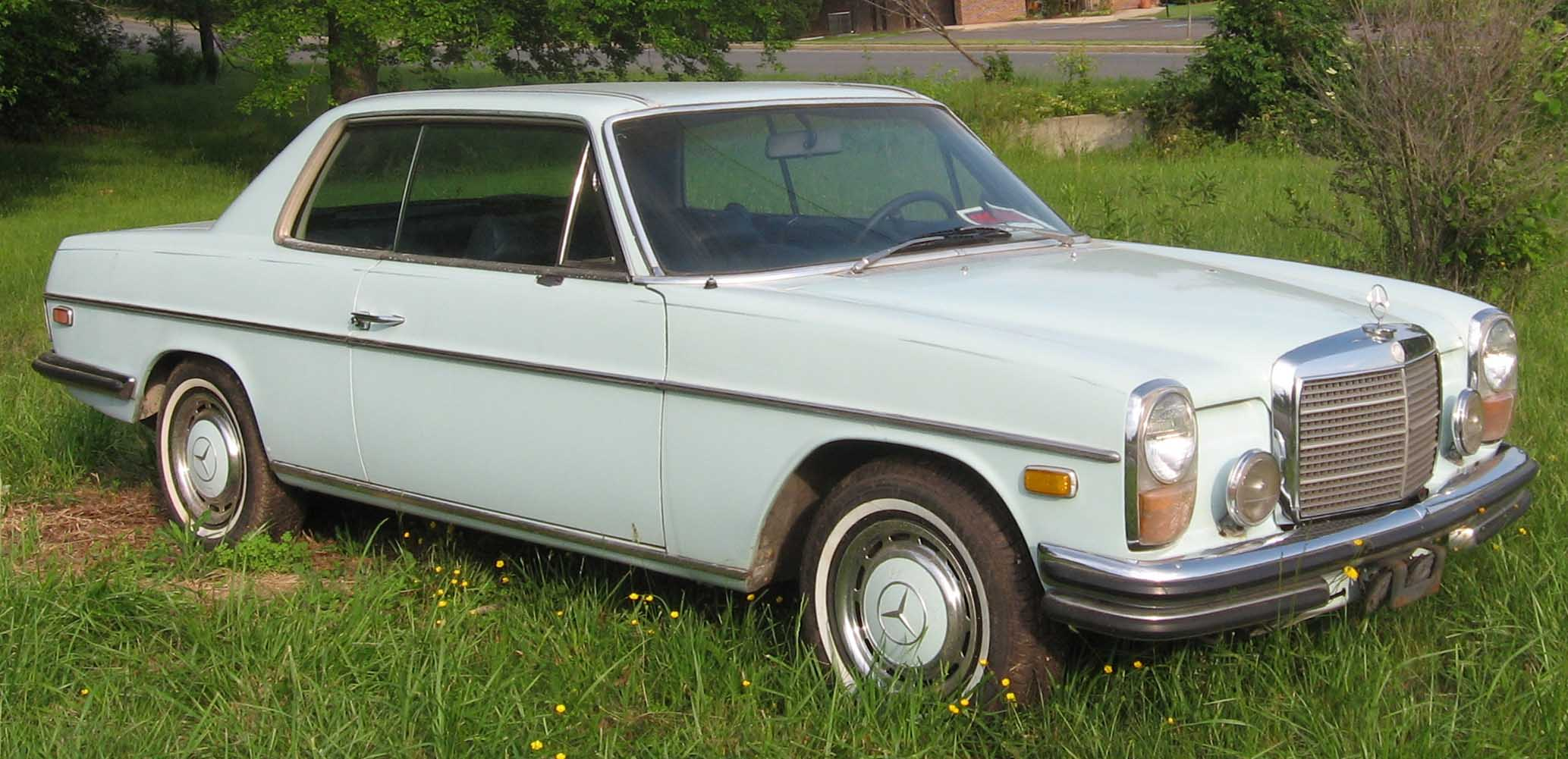
Mercedes-Benz W114 coupé, wersja amerykańska
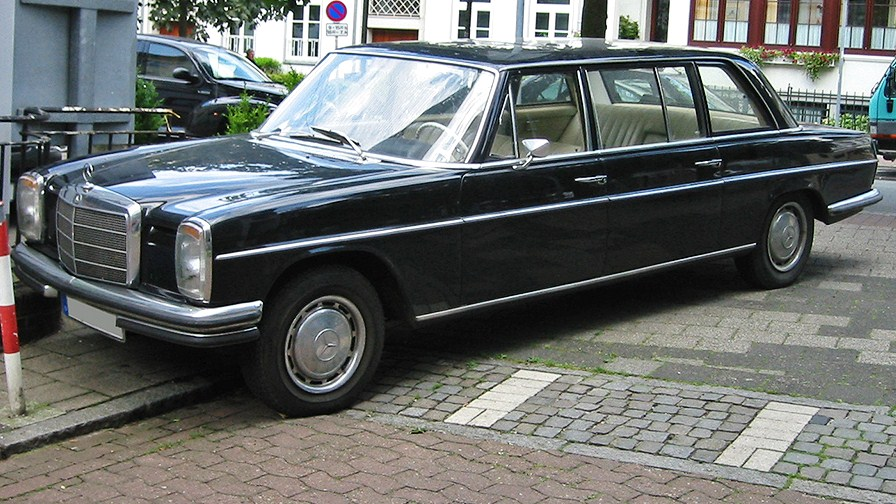
Mercedes-Benz W115 LWB saloon
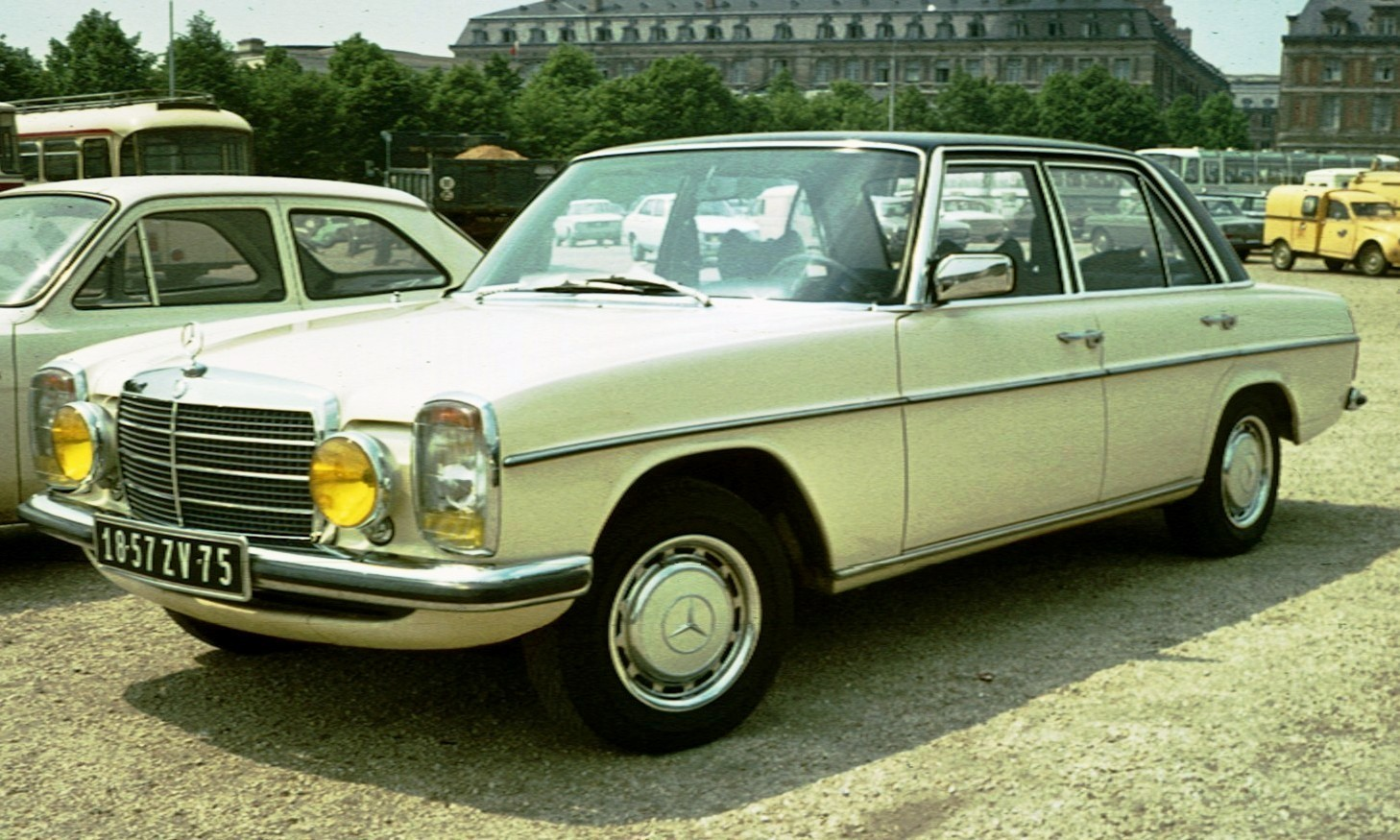
Mercedes-Benz 250 (W114) saloon, po faceliftingu
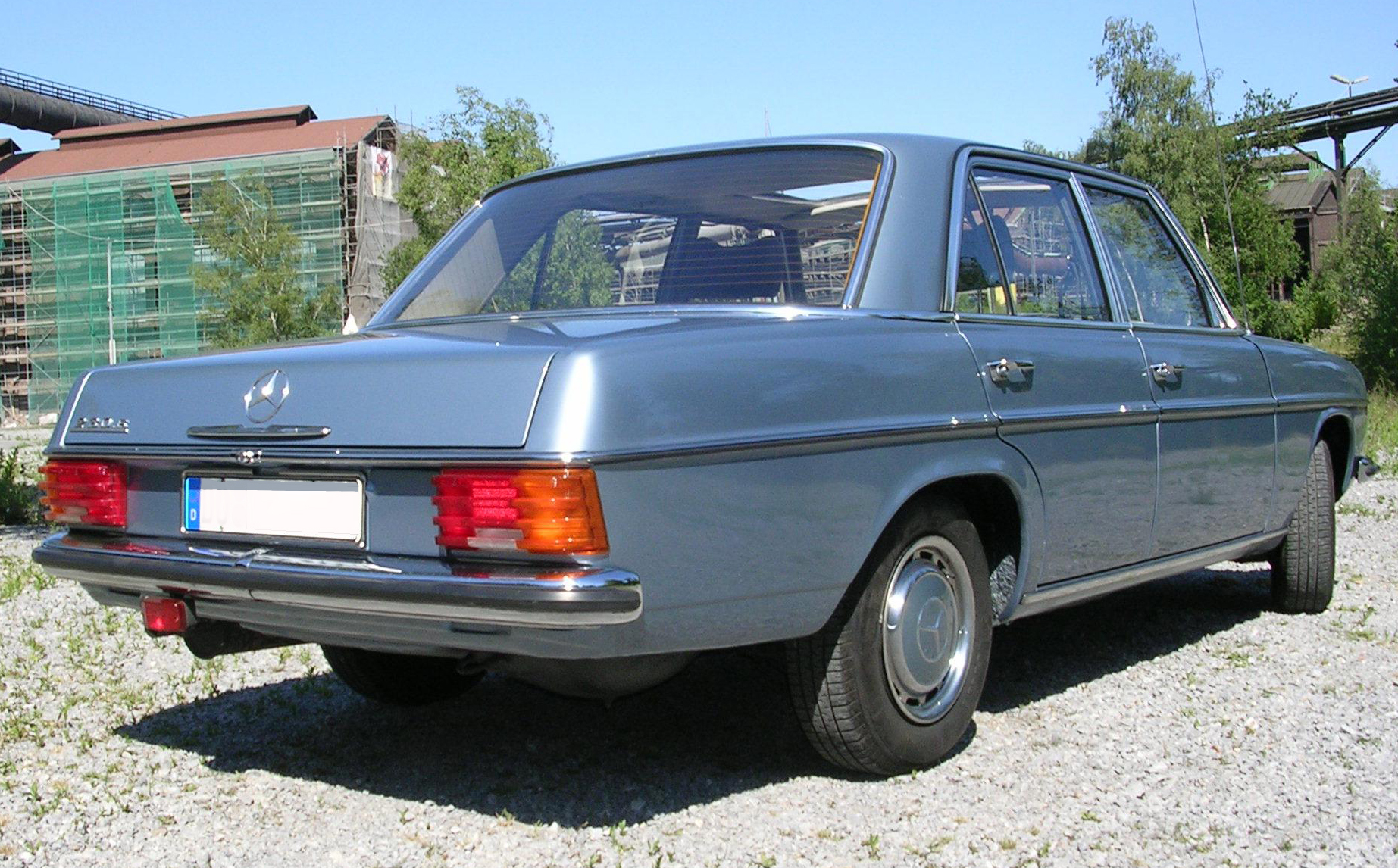
Tył po faceliftingu
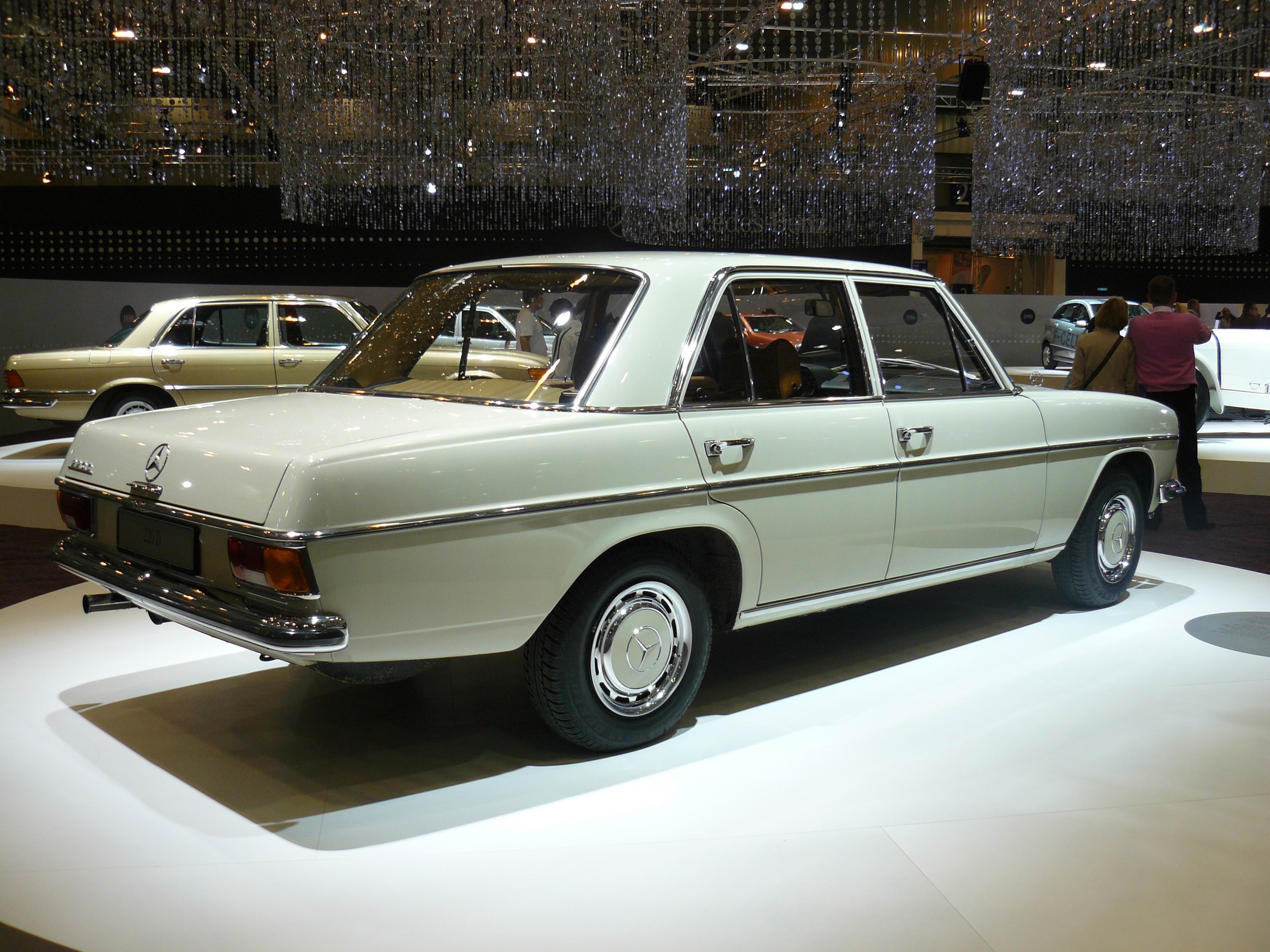
Mercedes-Benz 220 D (W115) saloon

## Dane techniczne
| Wersja                | Silnik:                   | Układ zasilania:              | Średnica × skok tłoka: | St. sprężania:     | Moc maksymalna:                     | Maks. moment obrotowy      | 0-100 km/h:          | V-max:                   |
| Silniki benzynowe:    | Silniki benzynowe:        | Silniki benzynowe:            | Silniki benzynowe:     | Silniki benzynowe: | Silniki benzynowe:                  | Silniki benzynowe:         | Silniki benzynowe:   | Silniki benzynowe:       |
| --------------------- | ------------------------- | ----------------------------- | ---------------------- | ------------------ | ----------------------------------- | -------------------------- | -------------------- | ------------------------ |
| 200                   | R4 2,0 l (1988 cm³), SOHC | gaźnik Stromberg 175 CDS      | 87 x 83,6 mm           | 9,0:1              | 95 KM (70 kW) przy 4800 obr./min    | 156 N•m przy 2800 obr./min | 15,2 s 15 s (aut.)   | 160 km/h 155 km/h (aut.) |
| 200 odprężony         | R4 2,0 l (1988 cm³), SOHC | gaźnik Stromberg 175 CDS      | 87 x 83,6 mm           | b/d                | 85 KM (62,5 kW) przy 5000 obr./min  | 147 N•m przy 2800 obr./min | ~ 16 s               | ~ 154 km/h               |
| 220                   | R4 2,2 l (2197 cm³), SOHC | gaźnik Stromberg 175 CDS      | 87 x 92,4 mm           | 9,0:1              | 105 KM (77 kW) przy 5000 obr./min   | 178 N•m przy 2800 obr./min | 13,7 s 13,9 s (aut.) | 168 km/h 163 km/h (aut.) |
| 220 (USA)             | R4 2,2 l (2197 cm³), SOHC | gaźnik Stromberg 175 CDS      | 87 x 92,4 mm           | 9,0:1              | 118 KM (86,5 kW) przy 5200 obr./min | 193 N•m przy 3000 obr./min | b/d                  | 168 km/h 163 km/h (aut.) |
| 220 (USA)             | R4 2,2 l (2197 cm³), SOHC | gaźnik Stromberg 175 CDS      | 87 x 92,4 mm           | 9,0:1              | 86 KM (63,5 kW) przy 4500 obr./min  | 168 N•m przy 2500 obr./min | b/d                  | b/d                      |
| 230.4                 | R4 2,3 l (2307 cm³), SOHC | gaźnik Stromberg 175 CDT      | 93,75 x 83,6 mm        | 9,0:1              | 110 KM (81 kW) przy 4800 obr./min   | 186 N•m przy 2500 obr./min | 13,7 s               | 170 km/h                 |
| 230 (USA)             | R4 2,3 l (2307 cm³), SOHC | gaźnik Stromberg 175 CDT      | 93,75 x 83,6 mm        | b/d                | 94 KM (69 kW) przy 4800 obr./min    | 170 N•m przy 2500 obr./min | ~ 15,4 s             | ~ 156 km/h               |
| 230.6                 | R6 2,3 l (2292 cm³), SOHC | dwa gaźniki Zenith 35/40 INAT | 81,7 mm × 72,8 mm      | 9,0:1              | 120 KM (88 kW) przy 5400 obr./min   | 178 N•m przy 3600 obr./min | 13,3 s 13,9 s (aut.) | 175 km/h 170 km/h (aut.) |
| 250                   | R6 2,5 l (2496 cm³), SOHC | dwa gaźniki Zenith 35/40 INAT | 82 mm × 78,8 mm        | 9,0:1              | 130 KM (95 kW) przy 5400 obr./min   | 199 N•m przy 3600 obr./min | 12,8 s 12,9 s (aut.) | 180 km/h 175 km/h (aut.) |
| 250 (USA)             | R6 2,5 l (2496 cm³), SOHC | dwa gaźniki Zenith 35/40 INAT | 82 mm × 78,8 mm        | b/d                | 148 KM (109 kW) przy 5600 obr./min  | 218 N•m przy 3800 obr./min | b/d                  | 180 km/h 175 km/h (aut.) |
| 250 2.8               | R6 2,8 l (2778 cm³), SOHC | dwa gaźniki Zenith 35/40 INAT | 86,5 mm × 78,8 mm      | 8,7:1              | 130 KM (95 kW) przy 5000 obr./min   | 216 N•m przy 3200 obr./min | 11,5 s 12,4 s (aut.) | 180 km/h 175 km/h (aut.) |
| 280                   | R6 2,7 l (2746 cm³), DOHC | gaźnik Solex 4A1              | 86 mm × 78,8 mm        | 9,0:1              | 160 KM (117 kW) przy 5500 obr./min  | 226 N•m przy 4000 obr./min | 10,6 s 11,3 s (aut.) | 190 km/h 185 km/h (aut.) |
| 280 E (71-76)         | R6 2,7 l (2746 cm³), DOHC | wtrysk Bo D-Jet               | 86 mm × 78,8 mm        | 9,0:1              | 185 KM (136 kW) przy 6000 obr./min  | 238 N•m przy 4500 obr./min | 9,9 s 10,8 s (aut.)  | 200 km/h 195 km/h (aut.) |
| Silniki wysokoprężne: |                           |                               |                        |                    |                                     |                            |                      |                          |
| 200 D                 | R4 2,0 l (1988 cm³), SOHC | pompa Bosch                   | 87 mm × 83,6 mm        | 21,5:1             | 55 KM (40 kW) przy 4200 obr./min    | 113 N•m przy 2400 obr./min | 31,0 s 33,2 s (aut.) | 130 km/h 127 km/h (aut.) |
| 220 D                 | R4 2,2 l (2197 cm³), SOHC | pompa Bosch                   | 87 mm × 92,4 mm        | 21,5:1             | 60 KM (44 kW) przy 4200 obr./min    | 126 N•m przy 2400 obr./min | 28,1 s 29,1 s (aut.) | 135 km/h 132 km/h (aut.) |
| 220 D (USA)           | R4 2,2 l (2197 cm³), SOHC | pompa Bosch                   | 87 mm × 92,4 mm        | 21,5:1             | 58 KM (42,5 kW) przy 4200 obr./min  | 119 N•m przy 2400 obr./min | b/d                  | 134 km/h 131 km/h (aut.) |
| 240 D (1973–76)       | R4 2,4 l (2404 cm³), SOHC | pompa Bosch                   | 91 mm × 92,4 mm        | 21,5:1             | 65 KM (48 kW) przy 4200 obr./min    | 137 N•m przy 2400 obr./min | 24,6 s 27,4 s (aut.) | 138 km/h 133 km/h (aut.) |
| 240 D (USA)           | R4 2,4 l (2404 cm³), SOHC | pompa Bosch                   | 91 mm × 92,4 mm        | 21,5:1             | 63 KM (46 kW) przy 4000 obr./min    | 132 N•m przy 2400 obr./min | b/d                  | b/d                      |
| 300 D (1974-76)       | R5 3,0 l (3005 cm³), SOHC | pompa Bosch                   | 91 mm × 92,4 mm        | 21,5:1             | 80 KM (59 kW) przy 4000 obr./min    | 172 N•m przy 2400 obr./min | 19,9 s 20,8 s (aut.) | 148 km/h 143 km/h (aut.) |
| 300 D (USA)           | R5 3,0 l (3005 cm³), SOHC | pompa Bosch                   | 91 mm × 92,4 mm        | 21,5:1             | 78 KM (57,5 kW) przy 4400 obr./min  | 156 N•m przy 2400 obr./min | ~ 21,5 s             | ~ 146 km/h               |